# Liste der Baudenkmale in Spiekeroog
In der Liste der Baudenkmale in Spiekeroog sind alle denkmalgeschützten Bauten der niedersächsischen Gemeinde Spiekeroog im Landkreis Wittmund aufgelistet. Grundlage ist die veröffentlichte Denkmalliste des Landkreises (Stand: 11. Juli 2008).
Baudenkmäler sind nach § 3 Absatz 2 des Niedersächsischen Denkmalschutzgesetzes „bauliche Anlagen [...], Teile baulicher Anlagen, Grünanlagen und Friedhofsanlagen, an deren Erhaltung wegen ihrer geschichtlichen, künstlerischen, wissenschaftlichen oder städtebaulichen Bedeutung ein öffentliches Interesse besteht.“ Die Denkmalliste der Gemeinde Spiekeroog umfasst 46 Baudenkmale.

## Baudenkmale
Die Liste umfasst, falls vorhanden, eine Fotografie des Denkmals, als Bezeichnung falls vorhanden den Namen, sonst den Gebäudetyp und die Adresse, das Datum der Unterschutzstellung und die Eintragungsnummer der Denkmalbehörde.
| Bild                                             | Bezeichnung                                      | Lage              | Beschreibung | Bauzeit         | Eingetragen seit | Denkmal- nummer |
| ------------------------------------------------ | ------------------------------------------------ | ----------------- | --- | --------------- | ---------------- | --------------- |
| weitere Bilder                                   | evangelisch-lutherische Kirche                   | Noorderloog 26    | 1961 wurde die Kirche als Sommerkirche für die steigende Anzahl von Feriengästen gebaut | 1961            |                  | 1462014. 00070  |
|                                                  | Gästehaus Fresena - Wohnhaus                     | Friederikenweg 15 | Das Haus wurde 1928 in der Art eines Gulfhauses gebaut, damals außerhalb des Ortes. Es hat ein Reetdach mit originalen Dachgauben sowie eine zeittypische wandfeste Innenausstattung                                              | 1928            |                  | 1462014. 00068  |
| ehemaliges Logierhaus                            | ehemaliges Logierhaus                            | Kaapdünenweg 2    | Sehr formschöner, rundum original erhaltener eingeschossiger traufständiger Ziegelbau und Krüppelwalmdach, Großes Gartengrundstück mit org. Einfriedung                                                                           | um 1929         |                  | 1462014. 00069  |
| weitere Bilder                                   | Wohnhaus - Inselmuseum                           | Noorderloog 1     | eingeschossiger verputzter Ziegelbau mit Krüppelwalmdach, zur Straße zwei Holzveranden | 1820            |                  | 1462014. 00012  |
|                                                  | Bestandteil ehem. Logierhaus                     | Noorderloog 2     | Traufständiger, eingeschossiger Putzbau unter Satteldach, vis-a-vis Einmündung Noorderpad. im Kern 1902 als "Haus Damm" erbaut, rechte Haushälfte neue Blumenfenster, linke Haushälfte Ladeneinbau                                | 1902            |                  | 1462014. 00081  |
|                                                  | Bestandteil - Wohn-/Geschäftshaus                | Noorderloog 2a    | siehe 0081 | 1902            |                  | 1462014. 00060  |
| Wohnhaus, ehemals "Inselzauber"                  | Wohnhaus, ehemals "Inselzauber"                  | Noorderloog 3     | eingeschossiger, weiß geschlämmter Ziegelbau an der Ecke zum Noorderpad. Erbaut 1860, von 1876 bis 1938 Post- und Telegraphenstation, seit 1948 Ladengeschäft                                                                     | 1860            |                  | 1462014. 00024  |
|                                                  | Logierhaus - ehemals Dampfbäckerei               | Noorderloog 4     | eingeschossiger Ziegelbau unter Krüppelwalmdach, straßenseitig mit großer Veranda, im Kern aus dem 19. Jahrhundert, umgebaut 1901(?), städtebaulich bedeutsame Lage                                                               | 19. Jahrhundert |                  | 1462014. 00056  |
| Hotel Zur Linde                                  | Hotel Zur Linde                                  | Noorderloog 5     | eingeschossiger hell verputzter Ziegelbau unter Mansarddach mit zweigeschossigem Mittelrisalit, beidseitig des Eingangs hölzerne Veranden, 1856 gebaut, 1906 umgebaut, Dach von 1912                                              | 1856            |                  | 1462014. 00015  |
|                                                  | Logierhaus - "Haus Speckenwirth"                 | Noorderloog 11    | eingeschossiger traufständiger Ziegelbau unter Satteldach mit Dachgaube, rechte Giebelseite in Sichtmauerwerk, Traufseitig sowie Ostgiebel Veranden, Erbaut um 1864, Umbau 1896                                                   | um 1864         |                  | 1462014. 00036  |
|                                                  | Wohnhaus - ehem. Gemeindebüro                    | Noorderloog 12    | eingeschossiger Ziegelbau unter Walmdach | 1928            |                  | 1462014. 00068  |
|                                                  | Logierhaus - Inselbäckerei/Altes Pastorat        | Noorderloog 13    | Eingeschossiger traufständiger Putzbau unter Krüppelwalmdach mit Schleppgaube. Verbretterte Giebeldreiecke, Veranda, zurückgesetzter Ladeneingang und Stützen, rückwärtiger Queranbau                                             | -               |                  | 1462014. 00037  |
|                                                  | Wohnhaus - Haus Puppenstuv                       | Noorderloog 14    | Wohnhaus mit Nebengebäude, im Kern ein altes Drifthaus am Durchgang zum Süderloog, Dach- und Deckenkonstruktion vollständig erhalten ca. 18. Jahrhundert, Umbauten 1914 und 1962                                                  | 18. Jahrhundert |                  | 1462014. 00078  |
| Wohnhaus - Doktorhaus                            | Wohnhaus - Doktorhaus                            | Noorderloog 21    | eingeschossiger giebelständiger verputzter Ziegelbau mit rückwärtigem ehemaligen Stallteil, zur Straße Veranden, beidseitig zum Eingang                                                                                           | 1909            |                  | 1462014. 00016  |
|                                                  | Wohnhaus - Insulanerhaus                         | Noorderloog 23    | eingeschossiger traufständiges Insulanerhaus unter Krüppelwalmdach mit maßvoller Gaube und Verandavorbau, mit maßstäblicher Fensterteilung, Erbaut um 1848, Umbau 1912, Ostanbau 1960                                             | um 1848         |                  | 1462014. 00029  |
|                                                  | Logierhaus - Kapitänshaus                        | Noorderloog 24    | eingeschossiger traufständiger Klinkerbau unter Mansarddach (Giebelseiten Krüppelwalm) mit sorgfältig gestalteter Ziegelsetzung und straßenseitiger Loggia                                                                        | 1912            |                  | 1462014. 00038  |
|                                                  | Wohnhaus                                         | Noorderloog 25    | eingeschossiger Ziegelbau, Satteldach mit kleinem Zwerchhaus, Gesimsgliederung, zur Straße massive Veranden | um 1913         |                  | 1462014. 00019  |
|                                                  | Lehrerwohnhaus der Alten Inselschule             | Noorderloog 29    | eingeschossiger giebelständiger Ziegelbau unter Krüppelwalmdach, im rechten Winkel an die alte Inselschule angebaut | -               |                  | 1462014. 00080  |
| Wohnhaus ehem. "Spiekerooger Teestube"/Volksbank | Wohnhaus ehem. "Spiekerooger Teestube"/Volksbank | Noorderpad 1      | zwei zusammengebaute eingeschossige weiß gestrichene bzw. verputzte Ziegelbauten mit Krüppelwalmdach, zur Straße Holzveranda | um 1850         |                  | 1462014. 00013  |
|                                                  | "Haus Schreiber", ehem. Wohnhaus                 | Noorderpad 31     | Ehemals ein Sommersitz in den Dünen, heute Kernbau des evangelischen Jugendhofes. Ursprüngliche Raumkonstruktion noch gut ablesbar, wandfeste Innenausstattung erhalten                                                           | 1912            |                  | 1462014. 00071  |
| weitere Bilder                                   | Rettungsbootschuppen                             | Palisadendiek 5   | zweiter Rettungsschuppen der DGzRS, Ziegelbau unter Satteldach in Schieferdeckung auf hoher Warft, Gliederung durch lisenengerahmte Wandfelder sowie Stichbogen und Kreisfenster, Südzugang erhalten                              | 1909            |                  | 1462014. 00030  |
|                                                  | Alte Inselbäckerei                               | Süderloog 1       | eingeschossiger traufständiger Putzbau, unter Satteldach mit Schleppgauben. Giebelständiger Anbau und Krüppelwalmdach mit Zwerchhaus, teils massive Veranden, im Kern aus dem 19. Jahrhundert, Umbau 1929                         | 19. Jahrhundert |                  | 1462014. ?????  |
| Wohnhaus - "Haus Pemöller II"                    | Wohnhaus - "Haus Pemöller II"                    | Süderloog 2       | 1½-geschossiger, zum Wüppspoor traufständiger Klinkerbau mit breitem Mittelrisalit unter Mansarddach mit Krüppelwalm, durch verglaste Eckveranda mit Altbau verbunden                                                             | 1929            |                  | 1462014. 00033  |
|                                                  | Logierhaus                                       | Süderloog 3       | eingeschossiger traufständiger weiß verputzter Bau unter Krüppelwalmdach mit Dachfenstern, Ziegelanbau unter Satteldach mit Schleppgaube, teils massive Veranden                                                                  | im Kern 1869    |                  | 1462014. 00034  |
| "Altes Inselhaus", ehem. Wohnhaus                | "Altes Inselhaus", ehem. Wohnhaus                | Süderloog 4       | eingeschossiger Ziegelbau mit Fachwerk-Resten, zweiständiger Innenrüst mit Hochrähmzimmerung, verbretterte Giebeldreiecke, Schwimmdach                                                                                            | im Kern 1706    |                  | 1462014. 00014  |
|                                                  | Backhaus - Haus Süderloog                        | Süderloog 8       | - | -               |                  | 1462014. 00027  |
|                                                  | Logierhaus - Haus Süderloog                      | Süderloog 8       | im Kern um 1710, umgebaut 1872, aufgestockt 1925/1926 | um 1710         |                  | 1462014. 00025  |
|                                                  | Remise - Haus Süderloog                          | Süderloog 8       | - | -               |                  | 1462014. 00026  |
| weitere Bilder                                   | Alte Inselkirche                                 | Süderloog 9       | Kleiner, einschiffiger Ziegelbau mit Fachwerk-Resten, kleiner Eingangsvorbau und Dachreiter | 1696            |                  | 1462014. 00019  |
|                                                  | Inselfriedhof                                    | Süderloog 9       | Kleiner Inselfriedhof mit Baumbestand | -               |                  | 1462014. 00018  |
|                                                  | Wohnhaus - Haus Röben                            | Süderloog 10      | eingeschossiger traufständiger weiß verputzter Bau mit Schleppgaube und rückwärtige am rechten Giebel angebauten quergestellten ehem. Wirtschaftstrakt                                                                            | 1896/97         |                  | 1462014. 00057  |
|                                                  | Wohnhaus - Drifthuus                             | Süderloog 13      | eingeschossiger Ziegelbau (verputzt) unter Satteldach mit verbretterten Giebeln und zweiständer-Innengerüst. Im Kern von 1708. Das first-parallele Nebengebäude ist ein eingeschossiger Ziegelbau (geschlämmt), Satteldach        | um 1708         |                  | 1462014. 00020  |
|                                                  | Logierhaus                                       | Süderloog 17      | Ursprünglich vermutlich zwei Inselhäuser, die am Ostgiebel eines traufständigen Gebäudes verbunden wurden. Weiß geschlämmte, eingeschossige Ziegelbauten unter Krüppelwalm, massive Veranden                                      | -               |                  | 1462014. 00031  |
|                                                  | Logierhaus - Haus Seelust                        | Süderloog 21      | eingeschossiger Ziegelbau (z. T. verputzt) mit Mansarddach mit Zwerchgiebel. Ein Raum mit abgehängter Decke, Fliesenwand und Kamin (1763), alte Türen, Veranden massive ausgebaut, im Kern aus dem 17. Jahrhundert                | 17. Jahrhundert |                  | 1462014. 00021  |
|                                                  | Wohnhaus                                         | Süderloog 23      | eingeschossiger traufständiger geschlemter Bau unter Krüppelwalmdach, alte Haustür und den Eingang flankierende Linden. Die Veranden wurden 1971 massiv ausgebaut, Im Kern 1838, Umbau 1855 und 1927                              | 1836            |                  | 1462014. 00044  |
|                                                  | Logierhaus                                       | Süderloog 25      | eingeschossiger giebelständiger weiß verputzter Ziegelbau unter Satteldach, Rückgiebel abgewalmt, erbaut um 1842, Straßengiebel mit Verandavorbau, Westraufe mit Verbindungsanbau zum Neubau                                      | um 1842         |                  | 1462014. 00045  |
|                                                  | Wohnhaus - Tante-Emma-Haus                       | Süderloog 31      | Wohnhaus mit Nebengebäude, eingeschossiger Ziegelbau unter Krüppelwalmdach mit kleinem Stallflügel, zur Straße Veranden | 1865            |                  | 1462014. 00022  |
|                                                  | Wohnhaus                                         | Süderloog 45      | Wohnhaus mit Gartengrundstück, Brunnen und Schwengelpumpe, es wurde 1929 außerhalb der damaligen Ortslage als letztes Haus Süderloog/Ecke Ostend erbaut, eingeschossiger Ziegelbau unter Krüppelwalmdach mit Loggia zum Süderloog | 1929            |                  | 1462014. 00079  |
| weitere Bilder                                   | Drinkeldodenkarkhof                              | Tranpad           | Drinkeldodenkarkhof, Friedhof der Namenlosen, kleine Friedhofsanlage mit Gedenkstein für ertrunkene Seeleute | 1854            |                  | 1462014. 00023  |
| weitere Bilder                                   | Dünenschutzwerk - Hessenwand                     | Westend           | Das Werk wurde in den Jahren 1880 bis 1884 an der Westspitze als Schutzwerk gegen Sturmfluten errichtet. Im Profil S-formige Mauer aus Sandsteinquadern, oberer Abschluss Klinker, unterer Bruchstein. Gesamtlänge 200 m          | 1884            |                  | 1462014. 00039  |
| weitere Bilder                                   | ehem. Rettungsbootschuppen                       | Westend           | erster Rettungsbootschuppen der DGzRS auf der Insel, weiß geschlämmter Ziegelbau mit Rundbogenfenstern und Traufgesims unter Satteldach                                                                                           | 1862            |                  | 1462014. 00010  |
| weitere Bilder                                   | Wohnhaus - Haus Klasing                          | Westend 10        | Das Wohnhaus mit Pumpenhaus wurde auf einer Düne errichtet als eingeschossiger Ziegelbau unter hohem Walmdach, Im EG wandfeste Innenausstattung sowie Freitreppe zum DG erhalten, Freisitz auf das Dach reduziert                 | 1909            |                  | 1462014. 00065  |
|                                                  | Wohnhaus                                         | Westerloog 4      | eingeschossiger weiß gestrichener Ziegelbau mit Krüppelwalmdach, massive Verandavorbauten, alte Haustür | um 1850         |                  | 1462014. 00011  |
|                                                  | Haus Seeröschen, ehem. Wohnhaus                  | Westerloog 14     | eingeschossiger traufständiger Massivbau unter Satteldach mit Zwerchgiebel, im ER Segmentbögen über den Fenstern, Erbaut um 1880, umgebaut 1973                                                                                   | um 1880         |                  | 1462014. 00040  |
|                                                  | Gaststätte Blanker Hans, ehem. Logierhaus        | Wüppspoor 2       | eingeschossiger traufständiger Backsteinbau unter Krüppelwalmdach am Ortseingang, straßenseitig große Loggia, innere Raumstruktur erhalten, am Südgiebel neuer Restaurant-Anbau                                                   | um 1911         |                  | 1462014. 00067  |